# 하나님의 심판
하나님의 심판이란 하나님의 주도적 결정에 의해서 인간들의 행위의 옳고 그름에 대한 판결을 내리는 것을 말한다. 구약성경에서는 하나님에 의한 저주나 형벌을 받는 것을 뜻하는 말로 주로 쓰였다(전 12:14 사66:16 겔 23:24 요 522, 27). 신약에서 종말론적인 관점에서 나타난다.

## 구약의 심판
구약에서 하나님에 의해 이루어진 심판으로는 하나님의 거룩과 공의가 죄와 불순종을 심판하는 방식으로 드러난다.
- 창세기의 홍수(창6-8장)
- 출애굽기의 재앙들(출 6:6 7:4; 12:12)
- 소돔과 고모라(창 19장)
- 이스라엘의 바벨론 포로(렘 25장)

## 신약의 심판
성경은 모든 사람이 죄를 범하였기 때문에 하나님의 영광에 이르지 못하며(롬 323) 모든 사람들이 하나님의 심판을 받는 다고 말하고 있다(롬 3:19-20), 공의로우신 하나님은 (말 2:17 롬 1:18 1223 벧전 1:17 223 계 165) 죄에 대해 그 자신 의 백성이건 아니건 모두 심판하시는 분이시다(시 1:5겔 11:11:14:21). 이 심판에서는 어느 누구도 제외되지 않을 것이다 (딤후 41: 히 12:23 벧전 4:5). 그러나 예수 그리스도를 믿음으로 죄를 용서받은 성도는 불신자들과는 다른 차원 즉 죄에 대한정죄와 영원한 형벌이라는 심판을 받는 것은 아니다(롬 1-2 성도들이 받는 심판을 참고하라. 세례 요한은 오실 메시아를 이스라엘에 심판을 행하실 분으로 묘사하였다(마 3:11-12). 악한 자에 대한 하나님의 저주로 서의 심판은 예수님의 가르침에서 중요한 주제였다(마 5:22 24:50-51:25:41-46). 예수님은 하나님 아버지께서 이 심판의 책무를 자신에게 맡기셨다고 말하셨다(요 5:22-27). 바울은 다가올 심판의 날(롬 2:1-11)에 대해 말하며 그리스도의 재림을 하나님의 백성을 박해하는 사람들에 대한하나님 의 복수에 대한 시간으로 표현하였다(살후 1:5-10). 요한계시록에 묘사된 마지막 심판에는 사탄도 포함될것을 말하고 있 다(계 12:7-12 2011-15). 하나님의 심판은 미래에 있을 일만이 아니라 현재 인간의 역사속에서도 이루어지고 있다(요 3 19: 8:50, 롬1:18 22, 24, 26, 28 계18:8).
결국 신약에서는 하나님의 심판은 종말론적으로 완성된다.예를들면 예수 그리스도의 재림시 최후 심판(마 25:31–46, 계 20:11–15)이다. 동시에 십자가에서 이미 하나님의 심판이 그리스도 안에 나타났음을 강조한다(롬 8:1, 요 5:24).

## 심판의 근거
성경에는 심판의 근거로 예수 그리스도를 믿는 믿음이 있느냐 없느냐에 따라 영원한 형벌과생명이 주어진 다고 말하고 있다(롬 5:1). 그런데 한편에서는 하나님이 사람의 행위를 따라 심판하신다고 말씀하고 있다(마 16:27 25:31-46롬 26 고전 3:8 계 2212). 얼핏 보면 이 두 기준은 서로 대치되는 모습을 띠고 있다. 이것을 이해하려면 성경이 말하는 창의(믿음)와 선행(행위)의 관계를 알아야한다. 믿음으로 예수 그리스도를 영접한다는 것은 예수 그리스도의 죽 으심과 부활에 참예한다는 것을 말한다(롬6:1이하 갈 220 엡 2:5이하 골 22031 이하). 그러므로 믿음이 있는 사람은 그를 본받아 그대로 살아가는 사람을 말하며 그리스도의 성품과 행위가 삶 속에 나타나야하는 것이다(약2:18 이하). 그 렇지만 성도의 선행은 자기의에 근거한 것이 아니라 예수 그리스도의 은혜 안에서 가능한 것일 뿐이다. 그러므로 행위를 기준으로 혹은 믿음을 기준으로 심판한다는 것은 동전의 양면과 같은 것이다.

## 함께 보기
- 기독교 종말론
- 조직신학

## 참고문헌
- 비전성경사전